# Lukáš Horníček
Lukáš Horníček (Vysoké Mýto, 13 luglio 2002) è un calciatore ceco, portiere del Braga.

## Carriera

### Club
È cresciuto nel settore giovanile del Pardubice. Nel 2019 è passato in prestito al Braga, ed al termine della stagione è stato acquistato a titolo definitivo. Ha debuttato con il Braga B il 13 agosto 2021 nell'incontro di Terceira Liga perso 3-2 contro l'Oliveirense.
Il 17 ottobre 2021 ha fatto il suo debutto in prima squadra nella partita di Taça de Portugal vinto 5-0 contro il Moitense.

### Nazionale
Ha giocato nelle nazionali giovanili ceche Under-17, Under-20 ed Under-21.

## Statistiche

### Presenze e reti nei club
Statistiche aggiornate al 16 febbraio 2025.
| Stagione        | Squadra         | Campionato      | Campionato | Campionato | Coppe nazionali | Coppe nazionali | Coppe nazionali | Coppe continentali | Coppe continentali | Coppe continentali | Altre coppe | Altre coppe | Altre coppe | Totale | Totale | Totale |
| Stagione        | Squadra         | Comp            | Pres       | Reti       | Comp            | Pres            | Reti            | Comp               | Pres               | Reti               | Comp        | Pres        | Reti        | Pres   | Reti   |        |
| --------------- | --------------- | --------------- | ---------- | ---------- | --------------- | --------------- | --------------- | ------------------ | ------------------ | ------------------ | ----------- | ----------- | ----------- | ------ | ------ | ------ |
| 2021-2022       | Braga B         | TL              | 26         | -38        | -               | -               | -               | -                  | -                  | -                  | -           | -           | -           | 26     | -38    |        |
| 2022-2023       | Braga B         | TL              | 11         | -7         | -               | -               | -               | -                  | -                  | -                  | -           | -           | -           | 11     | -7     |        |
| 2021-2022       | Braga           | PL              | 1          | -3         | CP+CdL          | 1+0             | 0               | UEL                | 0                  | 0                  | -           | -           | -           | 2      | -3     |        |
| 2022-2023       | Braga           | PL              | 1          | 0          | CP+CdL          | 0               | 0               | UEL+UECL           | 0                  | 0                  | -           | -           | -           | 1      | 0      |        |
| 2023-2024       | Braga           | PL              | 0          | 0          | CP+CdL          | 2+2             | -4, -2          | UCL+UEL            | 0                  | 0                  | -           | -           | -           | 4      | -6     |        |
| 2024-2025       | Braga           | PL              | 4          | -1         | CP+CdL          | 2+0             | -2, 0           | UEL                | 4                  | -4                 | -           | -           | -           | 10     | -7     |        |
| Totale carriera | Totale carriera | Totale carriera | 43         | -49        |                 | 7               | -8              |                    | 4                  | -4                 |             | -           | -           | 54     | -61    |        |

## Palmarès

### Club

#### Competizioni nazionali
- Coppa di Lega portoghese: 1

Braga: 2023-2024